# Rudi Schuberth
Rudi Schuberth, właśc. Rudolf Schuberth (ur. 30 sierpnia 1953 w Gdańsku) – polski piosenkarz, autor tekstów, kompozytor, satyryk, prezenter telewizyjny i aktor.

## Życiorys
Ukończył I Liceum Ogólnokształcące im. Mikołaja Kopernika w Gdańsku. W 1977 w Gdańsku współtworzył Okolicznościowo-Rozrywkowy Syndykat Wały Jagiellońskie. W 1979 podjął współpracę z Kabaretem Tey. Koncertował w kraju i za granicą, gdzie grał dla Polonii w USA i Kanadzie. Współpracował z orkiestrami Zbigniewa Górnego (m.in. Gala Piosenki Biesiadnej i Co nam w duszy gra) oraz Aleksandra Maliszewskiego. Jest autorem piosenek: „Córka rybaka”, „Monika – dziewczyna ratownika”, „Wars wita”, „Tylko mi ciebie brak”.
Prowadził teleturnieje Rekiny kart (1997–1999) i Zgadula (2000) oraz program Śpiewające fortepiany (2001–2005). Był jednym z jurorów wszystkich sześciu edycji programu rozrywkowego Polsatu Jak oni śpiewają (2007–2009). W 2013 wystąpił na Kabaretonie podczas 50. Krajowego Festiwalu Piosenki Polskiej.
Po wybuchu pandemii COVID-19 w 2020 zakończył działalność artystyczną. Prowadzi gospodarstwo agroturystyczne „Folwark Otnoga” w Otnodze, zajmuje się także produkcją wiejskich wędlin.

## Życie prywatne
W 1983, po 10 latach związku, ożenił się z Małgorzatą Chojnacką. Mają córkę Karolinę (ur. 1984) i wnuka Wiktora Rudolfa (ur. 2015).
Choruje na cukrzycę.

## Filmografia
- 1974: Uczta (etiuda szkolna) – uczestnik uczty
- 1977: Kaszubska ballada (spektakl telewizyjny) – młody kaszub
- 1981: Filip z konopi (film) – fachowiec
- 1984: Smażalnia story – Pryslej
- 1990: Sprawa o honor (etiuda szkolna) – redaktor
- 1994: Radio Romans – Jerzy Krasnopolski (odc. 1, 5)
- 1999: O dwóch takich co nic nie ukradli – konferansjer
- 2000: 13 posterunek – Salceson (odc. 12)
- 2001: Klinika pod wyrwigroszem – właściciel obrazu (odc. 6)
- 2001: Gulczas, a jak myślisz... – Karkówka
- 2002: Na dobre i na złe – Bunio, wspólnik Wąsika (odc. 98)